# Château d’En-Bas (Broc)
Das Château d’En-Bas ist ein Herrschaftssitz in Broc (deutsch Bruck) im Greyerzbezirk des Kantons Freiburg in der Schweiz.

## Lage und Name
Das Schloss steht westlich der Ortslage von Broc am Ostufer der Saane neben der historischen Brücke. Es wird aufgrund seines Namens (deutsch unteres Schloss), seiner geschichtlichen Verbindung und seiner Lage zur Burg Montsalvens, die sich nordöstlich oberhalb von Broc befindet, häufig mit der «unteren Burg» verwechselt, die nahe von Montsalvens lokalisiert wurde.

## Geschichte und Baugestalt
Das im 12. Jahrhundert nachgewiesene Gebäude war der Stammsitz der Adelsfamilie von Broc, die aber bereits im Jahr 1340 ausstarb. Dass sie mit den Grafen von Greyerz verwandt waren, lässt sich nicht belegen, wird aber vermutet. Ähnlich verhält es sich mit der Adelsfamilie von Montsalvens: Auch bei ihr wird eine Verwandtschaft mit den Grafen vermutet, denn im Jahr 1183 erbte Graf Rudolf I. von Greyerz die Herrschaft des Wilhelm von Montsalvens (französisch Guillaume de Montsalvens). Dieses Grafenhaus behielt die Burg Montsalvens, die sich nordöstlich von Broc befindet, zunächst als Nebensitz der Hauptlinie bei und verlagerte diesen im 14. Jahrhundert in das besagte Gebäude am Fluss. Durch den Standort an der Saane-Brücke konnte die Strasse nach Bulle besser kontrolliert werden, wo die Bischöfe von Lausanne das Schloss Bulle besassen. Zudem bestand so eine bessere Verbindung zum Vorposten La Tour-de-Trême sowie zum Hauptsitz der Familie (Schloss Greyerz).
Die mit dem Sitz der Grafen verbundene Kastlanei wurde im Jahr 1555 von Freiburg erworben. In dieser Zeit erfolgte auch ein eingreifender Umbau des Gebäudes und – im Jahr 1580 – der Neubau der Bogenbrücke. Broc wurde aber ebenso wenig wie Montsalvens eine eigenständige Vogtei, sondern kam mit diesem zur Vogtei Greyerz, die bis zum Jahr 1814 bestand. Später wurde das Gebäude noch mehrfach (1874, 1972) saniert und zeigt sich heute als Rechteckbau mit gotischen und barocken Fenstern. Der Haupteingang befindet sich an der Nordseite, wo der Weg von der Brücke aus vorbeiführt. Dort schmückt auch ein runder Dachturm das Gebäude, der erst spät ergänzt wurde und auf historischen Aufnahmen nicht zu sehen ist. Zudem gibt es mehrere kleine Schornsteine auf dem Dach. Ein weiterer Eingang wurde an der Ostseite eingebaut. Das Schloss gehört heute den Erben von Marquis Magliocco di Brugneto, Italienisch-schweizerische Unternehmer, Ritter von Orden der Heiligen Mauritius und Lazarus.
Das Schweizerische Inventar der Kulturgüter von nationaler und regionaler Bedeutung führt die Burgruine auf seiner Liste als B-Objekt – d. h. es besitzt regionale historische Bedeutung – mit der KGS-Nummer 12370. Im nahen Umfeld des Schlosses befinden sich nahe südlich der Glockenturm einer verschwundenen Benediktiner-Klosterkirche (KGS-Nr.: 12371), nahe nördlich der aktuelle Hauptübergang über die Saane und nahe westlich (am anderen Ufer) eine weitere Kirche, so dass hier ein malerisches Ensemble besteht.